# Праксіфея
Праксіфе́я (дав.-гр. Πραξιθέα;Також Праксітея) — персонажка давньогрецької міфології, наяда, дочка річкового бога Ерідана, сестра Зевксіппи, дружина Еріхтонія, мати Пандіона. Той одружився з материною сестрою Зевксіппою. 